# Netelia radialis
Netelia radialis là một loài tò vò trong họ Ichneumonidae.